# ألبي بوث
ألبي بوث (بالإنجليزية: Albie Booth)‏ هو لاعب كرة قدم أمريكية أمريكي، ولد في 1 فبراير 1908 في نيو هيفن في الولايات المتحدة، وتوفي في 1 مارس 1959 في نيويورك في الولايات المتحدة.